# Asturia
Asturia, Księstwo Asturii (hiszp. Asturias, Principado de Asturias, ast. Asturies, Principáu d’Asturies) – region historyczno-geograficzny, wspólnota autonomiczna i prowincja w Hiszpanii.
Podczas rządów gen. Franco Asturia nazywana była prowincją Oviedo, jej historyczna nazwa została przywrócona za czasów demokratycznych.

## Język
Większość ludności mówi językiem hiszpańskim, natomiast ok. 18% językiem asturyjskim, który nie ma statusu oficjalnego języka Hiszpanii.

## Geografia

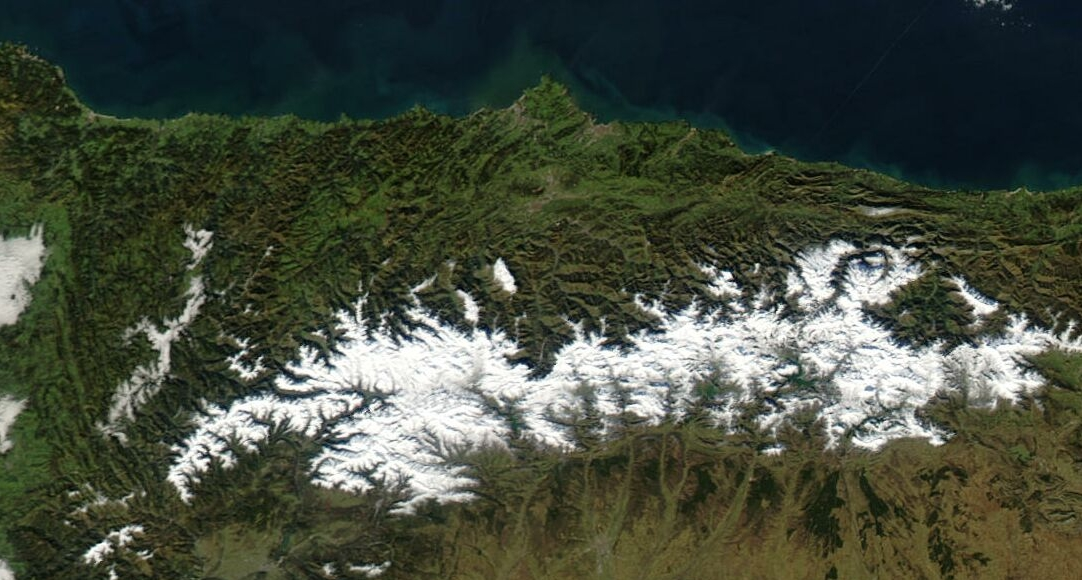
Asturia – widok z kosmosu

Stolicą Asturii jest Oviedo, lecz największym miastem jest Gijón, inne większe miasta: Avilés, Cangas de Onís, Cangas del Narcea, Grado, Langreo (La Felguera i Sama), Mieres, Villaviciosa i Llanes. W skład księstwa Asturii wchodzi jedna prowincja o takiej samej nazwie.

### Położenie
Asturia jest położona w północnej Hiszpanii nad Zatoką Biskajską, od wschodu graniczy z prowincją Kantabria, od południa z Kastylią i Leónem, a na zachodzie z Galicją.

### Warunki naturalne
Większą część powierzchni Asturii zajmują Góry Kantabryjskie z kulminacją Torre de Cerredo o wysokości 2648 m n.p.m., na północy wąski pas nadbrzeżnej niziny. Góry Kantabryjskie są silnie rozczłonkowane.

### Główne rzeki
- Nalón
- Navia
- Sella

## Budowa geologiczna
Góry Kantabryjskie zbudowane są z wapieni, marmurów i kwarcytów, obniżenia z mniej odpornych łupków i piaskowców. Jest to obszar najbogatszy w skały wapienne na Półwyspie Iberyjskim. Miąższość wapieni dochodzi do 2,5 km. Licznie występują formy krasowe – wąwozy, jaskinie i in.

## Ochrona przyrody
Na południowym wschodzie największy w Hiszpanii Park Narodowy Picos de Europa, założony w 1918, o powierzchni 650 km². Leży on w środkowej części masywu Picos de Europa.

### Podział terytorialny
Asturia jest wspólnotą autonomiczną oraz prowincją. Dzieli się wyłącznie na comarcas.

## Gospodarka

### Przemysł
Region rozwinięty przemysłowo, koncentracja zakładów występuje głównie w dolinach rzek. Silnie rozwinięty przemysł wydobywczy, stanowiący podstawę gospodarki (eksploatacja złóż węgla kamiennego, rud żelaza, manganu, cynku i ołowiu), ponadto przemysł metalurgiczny (hutnictwo żelaza i metali nieżelaznych), maszynowy, stoczniowy, zbrojeniowy, chemiczny (koksowniczy), włókienniczy, skórzany, szklarski, spożywczy i papierniczy (celuloza).

### Rolnictwo
Uprawa zbóż (głównie pszenica, proso i kukurydza), ziemniaków, winorośli, fasoli, warzyw i owoców. Hodowla bydła i koni, a na wybrzeżu rybołówstwo.

### Turystyka
Liczne kąpieliska na Zielonym Wybrzeżu (hisz. Costa Verde) m.in.: Luarca, Ribadesella, Llanes.

## Historia

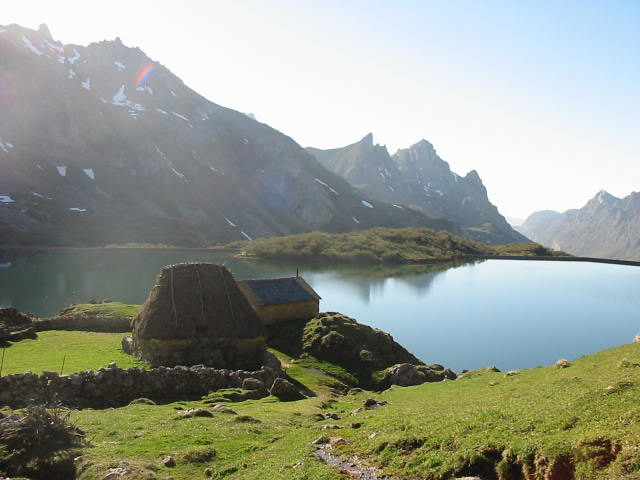
Somiedo

Osadnictwo ludności na ziemiach dzisiejszej Asturii miało miejsce już w czasach paleolitu (Altamira).
W drugiej połowie I tysiąclecia p.n.e. tereny zasiedlało celtyckie plemię Asturów, w wyniku wojny kantabryjskiej w latach 25–19 p.n.e. pokonane i podporządkowane Cesarstwu Rzymskiemu.
Na przełomie V i VI wieku miał miejsce podbój terenów dzisiejszej Asturii przez Wizygotów. W czasie arabskiego najazdu na Półwysep Iberyjski (początek VIII wieku), góry Asturii stały się schronieniem dla arystokracji wizygockiej, która pod wodzą Pelagiusza, pierwszego króla Asturii wygrała bitwę pod Covadongą w roku 722 i utworzyła Królestwo Asturii. Nowo powstałe królestwo zapoczątkowało rekonkwistę i do 910 roku wyparło muzułmanów aż po rzekę Duero. Podziały i unie dynastyczne zakończyły się włączeniem w 1230 roku ziem Asturii do Królestwa Kastylii. Od 1388 roku następca tronu Kastylii (a następnie Hiszpanii) nosił tytuł księcia Asturii.
Zaniedbana prowincja królestwa hiszpańskiego w drugiej połowie XIX wieku, po odkryciu złóż węgla i rud żelaza, stała się jednym z najbardziej uprzemysłowionych regionów kraju. W październiku 1934 roku miała miejsce rewolucja robotnicza przeciw udziałowi prawicy w rządzie republiki. Rewolucja została krwawo stłumiona, a w jej pacyfikacji zginęło wielu cywili, gdyż oficerowie pacyfikujący rebelię nakazali traktować miasto jako wrogie (tak jak podczas wojen zagranicznych). W okresie wojny domowej 1936–1939 Asturia została opanowana w zaciętych walkach przez frankistów przy udziale korpusu włoskiego. W 1982 roku otrzymała status wspólnoty autonomicznej.

### Lista prezydentów Asturii
| Okres sprawowania rządów | Prezydent                  | Partia  |
| ------------------------ | -------------------------- | ------- |
| 1981 – 1983              | Rafael Fernández Álvarez   | PSOE    |
| 1983 – 1991              | Pedro de Silva             | PSOE    |
| 1991 – 1993              | Juan Luis Rodríguez-Vigil  | PSOE    |
| 1993 – 1995              | Antonio Trevín             | PSOE    |
| 1995 – 1999              | Sergio Marqués Fernández   | PP/URAS |
| 1999 – 2011              | Vicente Álvarez Areces     | PSOE    |
| 2011 – 2012              | Francisco Álvarez-Cascos   | FAC     |
| 2012 –                   | Javier Fernández Fernández | PSOE    |

## Demografia
|      |         |       |      |           |       |
| 1787 | 342 537 | 3,34% | 1960 | 989 344   | 3,23% |
| 1857 | 524 529 | 3,39% | 1970 | 1 045 635 | 3,08% |
| 1877 | 576 352 | 3,47% | 1981 | 1 127 007 | 2,99% |
| 1887 | 595 420 | 3,39% | 1991 | 1 098 725 | 2,79% |
| 1897 | 612 663 | 3,39% | 1996 | 1 087 885 | 2,74% |
| 1900 | 627 069 | 3,37% | 2001 | 1 075 329 | 2,62% |
| 1910 | 685 131 | 3,43% | 2002 | 1 073 971 | 2,57% |
| 1920 | 743 726 | 3,48% | 2003 | 1 075 381 | 2,52% |
| 1930 | 791 855 | 3,34% | 2004 | 1 073 761 | 2,48% |
| 1940 | 836 642 | 3,22% | 2005 | 1 076 635 | 2,44% |
| 1950 | 888 149 | 3,16% | 2006 | 1 076 896 | 2,41% |

### Miasta Asturii

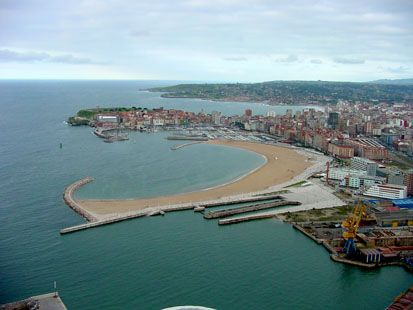
Gijón

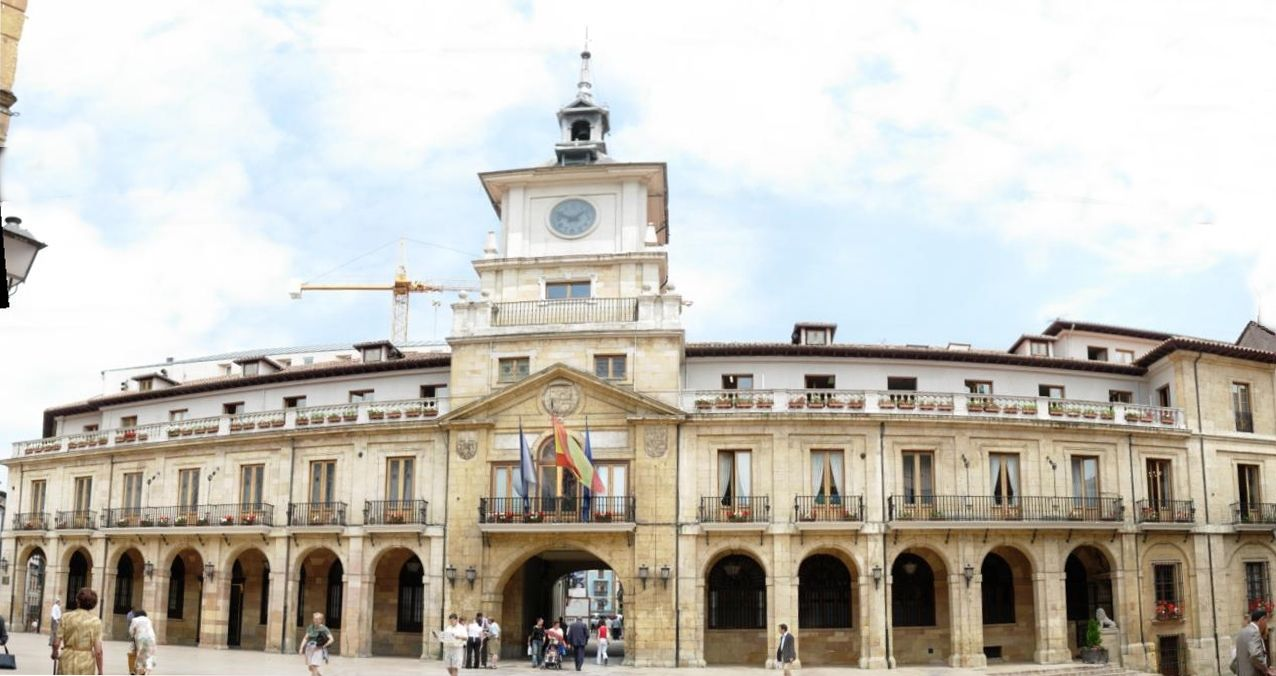
Oviedo

| Miasto                     | Populacja (2005) |
| -------------------------- | ---------------- |
| Gijón                      | 273 931          |
| Oviedo                     | 212 174          |
| Avilés                     | 83 855           |
| Siero                      | 48 991           |
| Langreo                    | 46 558           |
| Mieres                     | 45 943           |
| Castrillón                 | 22 932           |
| San Martin del Rey Aurelio | 19 698           |
| Corvera de Asturias        | 15 769           |
| Cangas del Narcea          | 15 672           |
| Llanes                     | 12 982           |
| Ribadesella                | 6 205            |